# Distretto di Zgharta
Il distretto di Zgharta  (in arabo زغرتا‎?, Qadaa' Zgharta) è un distretto amministrativo del Libano, che fa parte del governatorato del Nord Libano. Il capoluogo del distretto è Zgharta.

## Città e località
Il distretto è diviso nelle seguenti città e località:
Aarjes, Aintourine, Aitou, Alma, Arbet Kozhaya, Ardeh, Ashash, Aslout, Asnoun, Bane, Baslouki, Bchennine, Beit Awkar, Beit Obeid, Besbeel, Bhairet Toula, Bnachii, Bousit, Daraya, Ehden, Ejbeh, Fraydiss, Haret Al Fawar, Harf Ardeh, Harf Miziara, Hawqa, Hilan, Houmeiss, Iaal, Jdaydeh, Kadrieh, Karahbache, Karmsaddeh, Kfardlakos, Kfarfou, Kfarhawra, Kfarsghab, Kfarshakhna, Kfarhata, Kfaryachit, Kfarzeina, Khaldieh, Kifraya, Mazraat En Nahr, Mazraat Al Toufah, Mazraat Hraikis, Mejdlaya, Miriata, Miziara, Morh Kfarsghab, Rachiine, Raskifa, Sakhra, Sebhel, Sereel, Toula, Zgharta